# Personagens de Portal
Segue-se uma lista de personagens em Portal e Portal 2.

## Humanos

### Chell
Chell é a personagem do jogador em ambos os jogos Portal. Ela é uma protagonista silenciosa fora grunhidos durante o cumprimento de tarefas físicas. Muita pouca informação verdadeira se sabe sobre Chell; enquanto GLaDOS faz várias afirmações sobre a história da personagem, a própria GLaDOS admite não ser confiável.

## Núcleos de Personalidade
Aperture Science Personality Constructs (Construtos de Personalidade Aperture Science), também conhecidos como Personality spheres (Esferas de Personalidade) ou Personality Cores (Núcleos de Personalidade), são robôs criados pela Aperture que têm suas próprias personalidades. A instalação também é comandada por um Núcleo de Personalidade, o Núcleo Central. Se um Núcleo de Personalidade é removido do Núcleo Central, ele vira autônomo, possuindo sua própria inteligência artificial. GLaDOS é o núcleo central do primeiro jogo e do primeiro ato do segundo jogo, e Wheatley é o Núcleo Central do segundo ato.

### GLaDOS
GLaDOS, um acrônimo para "Genetic Lifeform and Disk Operating System" (Forma de Vida Genética e Sistema Operacional de Disco), é um furioso sistema de computador com interligência artificial que controla a Aperture Science, e é a antagonista primária da série Portal. Ela é dublada por Ellen McLain.

### ATLAS e P-body
ATLAS e P-body são personagens dos jogadores da campanha cooperativa de Portal 2. Eles são robôs que não podem falar e somente produzir grunhidos, que foram dublados por Dee Bradley Baker. Eles são equipados com suas próprias armas de portal com as cores de seus usuários (azul e azul escuro para ATLAS, amarelo e vermelho para P-body). Os desenvolvedores deram gêneros aos robôs (masculino para ATLAS, feminino para P-body), como Chet Faliszek afirmou numa entrevista.

## Materiais para Testes

### Weighted Companion Cube
Weighted Companion Cubes (Cubos Companheiros Pesados) são variantes dos Weighted Storage Cubes que são usados nas câmaras de teste. Eles são diferenciados dos Storage Cubes normais por pequenos corações rosas em sua superfície externa, ao invés do logo da Aperture Science.